# Fáy András Gimnázium
A Fáy András Gimnázium Ferencváros egyik legrégibb középfokú oktatási intézménye, a Mester utcában. 2017 szeptembere óta hivatalos neve Budapesti Gépészeti Szakképzési Centrum Fáy András Közlekedésgépészeti, Műszaki Szakgimnáziuma.

## Története
A 20. század elején az ipari külváros, a Ferencváros lélekszáma gyors ütemben emelkedett: 1900-ban 65 ezer, 1910-ben már 83 ezer fő volt. Ez a kerületben sok iskola alapítását tette szükségessé, így 1908-ban negyedikként a Fáy jogelődjét, a nyolcosztályos humángimnáziumot a VIII. kerületi Magyar Királyi Állami Főgimnázium fiókiskolájaként. Az első tanévben két osztály indult, majd évenként egy-egy újabb osztály, így 1916-ban lezajlott az első érettségi vizsga. Az iskola vezetője 1918-ban bekövetkezett haláláig dr. Fodor Gyula volt. Az 1917–18-as tanévben nyolc osztályba 370 tanuló járt. Az iskolában magas színvonalú oktatás folyt – az ekkor itt tanító tanárok közül többen egyetemen is oktattak, Lukinich Imrét később a Magyar Tudományos Akadémia tagjává választották, Bán Aladár a Magyar Néprajzi Társaság főtitkára volt, Szilasi Vilmos pedig, már emigrációban, világhírű filozófiatörténész lett. Rövid ideig itt tanított Kuncz Aladár, aki Erdélybe visszatérve Fekete kolostor című regényével szerzett hírnevet. Pethő Sándor a Magyar Nemzet alapítója lett az 1930-as években, ekkor a Révai nagy lexikona szerkesztője volt.
A nyolc osztályban végig tanultak hittant, magyar és latin nyelvet, matematikát, valamint testnevelést. A humán irány ellenére a matematikára is nagy gondot fordítottak – a differenciál- és integrálszámítást is tanították. A 3. osztálytól tanultak német nyelvet és történelmet, az 5. osztálytól ógörög nyelvet vagy például szabadkézi rajzot vagy klasszikusokat tanulmányoztak magyarul. Az 1–2. osztályban szépírást, az első négy évben geometriát, 7–8.-ban fizikát, 4–6.-ban földrajzot, természetrajzot, illetve biológiát. A hitoktatást bármely nagy felekezethez tartozó tanuló számára biztosították, a római katolikus és az izraelita diákoknak az iskola épületében, a többieknek iskolán kívül. Az osztályok létszáma gyakran 40 főnél is magasabb, akár 55 volt. Az első világháború előtt az éves tandíj 72 osztrák–magyar korona volt, a 17 koronás beíratási díjon felül. Napjainkig már több mint 11 ezren érettségiztek a Fáyban.
1916-tól az Önképzőkör, 1917-től pedig a katolikus tanulók számára a Mária Kongregáció működött. A nyolcadikosok még színjátszást is próbálhattak: legnagyobb sikerüket egy latinul előadott Plautus-vígjátékkal aratták. 1918. november 5-én az iskola első igazgatója elhunyt. Az egy éves „interregnum” közben a tanácsköztársaság négy hónapja alatt direktórium vezette a gimnáziumot, eltörölték az osztályzást, a folyosók falain pedig Karl Marx és más kommunisták képe függött. Agitátorok próbálták átnevelni a fiatalokat. Osztálybizalmiknak kellett a proletár öntudatot beléjük verni. A kommün bukása után, 1919 novemberétől 1924-ig Korpás Ferenc volt az iskola igazgatója, akit a VIII. kerületből helyeztek ide. Működése alatt helyreállította a rendet. Az akkori barakképületbe a közeli piacról a tanítást zavaró hangok, bűzök szűrődtek be. Az iskola 1923–24-ben mégis harmadik lett a budapesti tanulmányi versenyen, megelőzve jó néhány sokkal kedvezőbb helyzetben lévő gimnáziumot. Az új épület elhelyezésére többféle elképzelés született: 1922–1928 között épült fel az iskola mai otthona Fábián Gáspár és Lechner Loránd tervei alapján. A munka elhúzódását a súlyos infláció, a korona elértéktelenedése is indokolta, így 1924-ig csak a tornacsarnok készülhetett el. 1919 után újjászerveződött az iskolai Önképzőkör, amely elsősorban irodalmi témákat vitatott meg, de foglalkozott az új művészettel, a filmmel is. 1919-ben alakult a később majd országos hírű Lóczy Lajos Cserkészcsapat, dr. Hermann Győző vezetésével. A cserkészet főleg fúvószenekarával vívott ki nemzetközi elismerést, amikor az 1924-es a koppenhágai dzsemborin ők szolgáltatták a zenét. 1922-től Ifjúsági Segítő Egyesület alakult a háború utáni ínséges időkben, főként tankönyvsegélyt adva a szegényebb tanulóknak. A kerület lakói évi 6–800 koronával támogatták az egyesületet. Horthy Miklós bevonulásakor az iskola diákjai is jelen voltak, Trianon következtében pedig három menekült tanárt helyeztek ide: Gazdag Lajos Szatmárnémetiből, Győri János Trencsénből, Kováts Gyula pedig Brassóból érkezett. 1921. szeptember 1-jén az iskola felvette Fáy András nevét, ettől kezdve 1924-ig Magyar Királyi Állami Fáy András Főgimnáziumnak hívták. Azért eshetett rá a választás, mert Ferencvárosban birtoka volt, de „a nemzet napszámosában” elsősorban követendő erkölcsi példája, jeligéje indokolta: „minden törekvésünk használni a hazának”. Az első világháború utáni években nehéz idők jártak Ferencvárosra is, amely a dualizmus éveihez képest kisebb ütemben növekedett, így a gimnázium is csak vegetált. A Horthy-korszak két meghatározó kultúrpolitikusa a Vallás és Közoktatásügyi Minisztériumot 1922-től 1931-ig irányító Klebelsberg Kuno, majd 1932–1942 között Hóman Bálint volt. 1924-ben bevezették az új középiskolai törvényt (XI. tc.), amely szerint a középiskoláknak immár három típusuk volt: a reáliskola a korábbi maradt, a gimnáziumokat reálgimnáziumokra és humán gimnáziumokra bontották szét. A reálgimnáziumokban nem tanítottak ógörögöt, helyette a latin és a modern nyugati nyelvek kerültek előtérbe. A humán gimnáziumok latin, ógörög és történelmi tanulmányokra koncentráltak, és a széles körű klasszikus ismeretanyag átadása lett a feladatuk. A lányok a fiúgimnáziumoknak megfelelő leánygimnáziumokba, és a reáliskoláknak megfelelő leánylíceumokba járhattak. Ekkortól mind az ötfajta középiskola között megvalósult az átjárhatóság, vagyis ha valaki nem bírta a gimnáziumi terhelést, 14 éves korától átmehetett szakiskolába. Minden középiskolai érettségi jogosított a felsőfokú tanulmányokra.
1924-ben Korpás Ferenc halála után Haszler Károly lett az igazgató 1936-ig, és Magyar Királyi Állami Fáy András Reálgimnázium volt az intézmény hivatalos neve. 1936/37-ben dr. Kovács Géza, majd Róder Pál (1937–1938), Sallay Géza dr. (1938–1941), végül Várady Zoltán dr. 1941–46-ig voltak a direktorok. Az 1912-től 1942-ig terjedő korszak legnevezetesebb tanárai Bodor Aladár, Éry Emil, Gyergyai Dezső, Janson Vilmos, Koczab Frigyes, Nagy István, Póka Gyula és Udvarhelyi (Uhlitz) Ágoston voltak.
A legnagyobb óraszámban a modern európai nyelvek tanítását is megalapozó latint tanulták, ezt követte a magyar nyelv és irodalom, illetve a német és a mennyiségtan (matematika). Ötödiktől tanultak egy második idegen nyelvet, szintén magas, heti 5 órás tárgyként. Az említett három tárgyon kívül továbbra is nyolc évig tartott a hittan és a testnevelés oktatása. A heti óraszám 25-30 között változott. A rendes tárgyak mellett a diákok rendkívüli tárgyak közül is választhattak: ilyen volt a vívás, a gyorsírás, hegedű, természetrajzi, illetve fizikai gyakorlatok. 
A legsikeresebb a gyorsírás tanítása volt: a Fáy ebben országosan élen járt, amit a csapat 1929-es második, Gergely István és Weisz Tibor 1928-as 1. helye bizonyít. Ezek a kiemelkedő eredmények mindenekelőtt Hajba Károlynak és Csekély Aladárnak köszönhetők, akik az Országos Gyorsíró Egyesületnek is vezetőségi tagjai voltak.
A természettudományos és humán tárgyakat egyaránt magas szinten oktatták. A matematika és fizika tananyaga nagyjából a maival egyezett meg, bár természetesen atomfizikát még nem tanultak, csillagászatot ugyanakkor igen. Szerepeltek a matematika tananyagában az olyan gyakorlatban hasznosítható ismeretek is, mint például a váltók leszámítolása. A matematikát végig tanították, első évben 6, később többnyire 4, majd nyolcadikban már csak heti 2 órában. Magyarból csak az utolsó két évben tanítottak irodalomtörténetet – Zrínyitől Adyig eljutva. A korábbi évfolyamokon alapozás folyt – eleinte még meseszerű, majd mind komolyabb olvasmányok feldolgozása. A legrészletesebben a reformkort tanulták. A Nyugat akkor kortárs többi szerzőjével (Adyt kivéve) nem foglalkoztak. (Az Önképzőkörben azonban igen!) A világirodalom csaknem teljesen hiányzott, viszont részletesen tanulták a műfajokat. A mainál több volt a kívülről megtanulandó memoriter, többnyire vers. Történelemmel hat évig, harmadiktól kezdve foglalkoztak. A maitól eltérően az egyes évfolyamokon csak magyar, vagy csak az egyetemes történelem került szóba. Nyolcadikban rendszerező módon áttekintették a teljes magyar históriát.
1934-től, a Hóman-féle iskolareform keretében megint változott az iskola neve: Magyar Királyi Állami Fáy András Gimnázium lett, de a felsőbb évfolyamok még reálgimnáziumként működött egészen 1942-ig. A földrajztudomány tananyagába bevonták a néprajzot is, és a francia nyelv mellett megjelent az olasz nyelv 5. osztálytól. (Ez összefüggött a Benito Mussolinivel fenntartott szövetségesi viszonnyal is.) A rendkívüli tárgyak közé bekerült a német, olasz és a francia társalgási gyakorlat. Igyekeztek az akkor legkorszerűbb tanítási módszereket alkalmazni: oktatófilmeket, diákat mutattak be, élő nyelvi hangfelvételeket hallgattak pl. franciából. Megkezdődött 1933-tól a természetrajzi munkáltató tanítás is, amelynek során a diákok a különböző anyagok tulajdonságairól a kísérletek során már a gyakorlatban is meggyőződhettek. A jól felszerelt szertárak között 1940-ben már külön vegytani, fizikai, földrajzi, torna, valamint rajz és zeneszertár szerepelt.
A tanulólétszám az 1924–25-ös tanévtől 1930–31-ig folyamatosan emelkedett, 339-ról 670-re. Ez viszont azzal a hátrányos következménnyel járt, hogy az iskola „túlnépesedett”, szinte elviselhetetlenné vált a zsúfoltság. Az alsóbb évfolyamokon ezért 2, sőt elsőben 3 párhuzamos osztály indult. A harmincas évek elején átmenetileg csökkent a létszám – valószínűleg a világgazdasági válság miatt – majd rövid ideig tartó növekedés után 1939–40-re ismét jelentősen, 515-re csökkent, aztán a háborús években 500 körül stabilizálódott.
Minden évben megrendezték az iskolai szavalóversenyt, amelyeken, akárcsak ma, előfordult, hogy egy-egy diák saját költeményével lépett fel. A szakosztályok közül országos hírű volt a gyorsíró szakosztály, amelynek tagjai számos díjat nyertek. A tantárgyakat összefogó (latin nyelvi, ének, természetrajz – földrajz-kémiai) szakosztályokon kívül fényképész és repülő szakkör is működött. Ez utóbbi tagjai számos modellt is elkészítettek az elméleti előadások mellett.
A katolikus tanulókat tömörítette a Mária Kongregáció és az 1939-ben újjáalakult Szent Sebestyén Szívtestőr Gárda, amely a cserkészmozgalomhoz hasonló szervezetben és programmal működött a mindenkori hittantanár irányításával.
1922 óta megszakítás nélkül az Ifjúsági Segítő Egyesület látta el a legfontosabb szociális feladatokat az iskolában. Fenntartását adományokból és az öregcserkészek rendszeresen megtartott műsoros estjének jövedelméből fedezték. 1939–40-ben például 1143 pengőt adtak ki segélyekre. A szegény diákok fél- vagy negyedáron juthattak hozzá a tankönyvekhez az egyesület támogatásával.
1929 nyarán például az angliai Birkenheadben került sor a világ cserkészeinek összejövetelére. A tábor befejezése után Lord Rothermere vendégeként öt napot tölthettek Londonban is, és a zenekar a város utcáin masírozhatott.
1918 után az órán kívüli sporttevékenységet a Kinizsi Sportkör fogta össze. Atlétika, asztalitenisz, labdarúgó, torna, úszó és vívószakosztálya működött ténylegesen. (Néhány évig sakk-kör is szerveződött a Fáyban, de nem a sportkör keretében.) A labdarúgó edzéseket az FTC-pályáján, az úszóedzések helyszíne a Császár uszoda vagy a Nemzeti Sportuszoda, a többi sportágét az iskola tornacsarnokában vagy udvarán tartották.
A tanulókat takarékosságra ösztönözte a harmincas évek végén megszervezett Diákkaptár csoport, amelynek tagjai az összegyűjtött hulladékok árából gazdálkodtak Udvarhelyi Ágoston patronálásával. Az országos szervezettel rendelkező Diákkaptár célja a tanulók érdeklődésének felkeltése volt a gazdasági kérdések iránt. Diákbankot is létrehoztak, a Diákkaptár azonban a háború alatt megszűnt.
A második világháború kitörése kezdetben még csak kis mértékben befolyásolta az iskolai életet. A mind militarizáltabb viszonyokat azonban a tanulók is megérezték. 1937-től kötelezővé vált a diákok légoltalmi kiképzése. Kunfalvi Rezső vezetésével síszakosztály alakult, és egészen 1943–44 teléig minden évben a Máramarosi-havasokban táboroztak, illetve a Svábhegyen is gyakoroltak. A sízés is a katonai kiképzés előkészítését szolgálta már. Új sportágként megjelent az ökölvívás is. Szintén a katonai felkészítéshez kapcsolódott a leventeképzés: ezt a háborús években kötelezővé tették. A Fáy II. korosztályos csapata megnyerte az országos levente mezei futóbajnokságot. Az 1942–43-as tanév elején az iskola átmenetileg hadikórház lett. A lépcsőkön lovak jártak, patáik nyoma még az ötvenes években is látszott. Az épület nem rendeltetésszerű használata már az ostrom előtt súlyos károkat okozott. A háború alatt többször is a Zrínyi Gimnáziumban folyt a tanítás, amelynek igazgatója ekkor Éry Emil volt, akit éppen a Fáyból helyeztek át.
1944 tavaszán az előrehozott érettségi vizsgákat már a nem sokkal korábban átadott Református Gimnázium modern óvóhelyén tartották meg. 1944 őszén alig néhány hét után az ostrom félbeszakította a tanévet, amit már csak 1945 tavaszán, teljesen más körülmények között, egy lerombolt városban folytattak, ismét a Fáy András Gimnázium mindössze 17 éves, de súlyosan megrongálódott épületében.

### 1945 után
1945-ben a nyolcosztályos középiskolát négyosztályos középiskola váltotta fel. A 8+4-es modell, amely a korábbitól eltérő egységes általános iskolát jelentett. Ennek tervét már a világháború idején elkészítették, de csak 1945-ben vált kötelezővé.
1956 után fennmaradt a 8+4-es osztályszerkezet, közben folyamatosan reformálták az oktatást. 1961-ben törvény született a középiskolai oktatás kiterjesztésére. 1965-ig felével nőtt ugyan a gimnáziumok száma, ám később többükből szakközépiskola vált.
Az 1961-es törvény alapján az 1950-es évek technikumai helyett a szakmát és érettségit is adó szakközépiskolákat szerveztek, 1970-ben országszerte már 161 működött belőlük.

### A világháborútól 1967-ig
Budapest ostroma szinte a falakig lerombolta az iskolát, a szertárakból is alig maradt meg valami. Életét vesztette Rózsa Kálmán igazgatóhelyettes, és legalább egy tanuló. Mivel a tanulók negyed része kimaradt, vagy átmenetileg nem járt iskolába, nem lehet pontosan tudni, hogy közülük hányan haltak meg. A 104-es kezdőlétszám később a 400-at is meghaladta.
A súlyos károk ellenére márciustól a Fáyban újra elkezdődött a tanítás, miután az félévet a Zrínyi Gimnáziumban töltötték. A korábbi alsós gimnazistákból felső tagozatos általános iskolások lettek.
Az 5-ös lett a legjobb jegy a korábbi 1-es helyett, de 1945 után pár évig előfordult hétfokozatú értékelés is.
A cserkészmozgalommal párhuzamosan 1947 decemberében megalakult úttörőszervezet József Attila nevét vette fel. 1948-ban cserkészek már nem tevékenykedhettek, viszont újra működött a Sakk-kör, a Modellező szakosztály, sőt az újonnan alakult Dal szakosztály titkára Kaló Flórián lett.
A Fáyban 1948 szeptemberétől a délutáni órákban megindult az esti gimnáziumi oktatás, elvileg a nappalival azonos követelményekkel és óratervvel. Az eleinte fennállott 22 éves felső felvételi korhatárt később eltörölték. Az esti tagozaton kevesen tanítottak teljes állásban, főként a nappalin oktató tanárok túlórában. Az 1952-ben érettségizettek közül többen a Műegyetemen vagy a Bölcsészkaron tanulhattak tovább. A Fáyban esti tagozaton csak 1972-ig folyt képzés, Preisinger Ferenc, majd Keresztély Ernő irányításával.
Az iskola igazgatója 1950–51-ben Berend Miklós, majd 1951–1956 között Tóth Géza volt. Utóbbinak önálló festészeti kiállításai is voltak.)

### Szakközépiskolaként
1959-ben, a Szovjetunióból vett minta alapján, párthatározatra indult meg a szakközépiskolai oktatás a Fáyban Helényi Ferenc igazgatása alatt, aki mintaiskolává óhajtotta tenni az intézményt. Ezért elsőként kapcsolódott be – kísérleti jelleggel – a politechnika oktatásába. Akkoriban még 6 napos volt az oktatás, így a szakképzés először 5+1-es, majd 4+2-es rendszerben indult meg. Nem minden osztály vett ebben részt, megmaradt a „sima” gimnáziumi képzés is. Az új rendszer heti egy, majd heti két nap szakmai gyakorlat bevezetését jelentette. A szakmai képzés hat területen indult meg: a lányoknak textilipari, a fiúknak szerszámlakatos, rádiós, asztalos, motorszerelő és autóvillamossági szakmákban. A szerszámlakatos szakmát tanuló diákok az érettségivel egyidejűleg szakmunkás-bizonyítványt is kaptak, a többieknek érettségi után rövidebb idő alatt volt módjuk a szakképesítés megszerzésére.
A gimnázium fokozatosan, felmenő rendszerben alakult át szakközépiskolává: 1963–1967 között gimnáziumi és szakközépiskolai osztályok működtek párhuzamosan, 1967-től már csak szakközépiskolai osztályok. A változás nem ment zökkenőmentesen, mivel a szükséges tárgyi és személyi feltételek eleinte teljesen hiányoztak, azokat menet közben kellett megteremteni. A második tanműhely létrehozása érdekében át kellett építeni az iskolai elektromos hálózatot, beszerezni többek között 18 szerszámgépet. A gimnáziumban természetesen nem volt tanműhely, ezért néhány évig a Puskás Tivadar Távközlési Technikum helyiségeiben oldották meg a gyakorlati oktatást, és a technikum szakoktatói felügyelték a Fáy diákjait is. A műszaki elméleti tárgyak oktatását eleinte a mérnöki végzettséggel rendelkező Kazy Dezső látta el.
Az iskolában műhelyt, szertárakat kellett létesíteni, és a szükséges gépeket, bemutató berendezéseket is beszerezni. A kezdeti években a Lámpagyár támogatásával oldották meg ezeket a feladatokat. Ebből a gyárból érkeztek a szakoktatók is, persze eleinte ezeknek a szakembereknek nem volt semmilyen pedagógusi végzettségük, némelyiknek érettségije sem. A legtöbben utólag szereztek szakoktatói képesítést. A műszaki tanárképzés csak a hetvenes évektől biztosított elegendő felsőfokú végzettségű pedagógust. A Fáy fizikatanárai a tantervet a kisebb óraszámban teljesíthetetlennek ítélték. Magyarból a munkaközösség a tananyagból kimaradt részeket hiányolta. A fokozatosan teljesen megszűnő tárgy a földrajz, amelyet eleinte a szűkebb anyagú és csak egy évig tanított gazdasági földrajz követett. Éneket, szabadkézi rajzot és biológiát sem tanítottak.
Az 1959–60-as tanévben az esti tagozat mellett beindult a levelező tagozat is, Radnai Antal vezetésével.

## Híres tanárai
- Bán Aladár
- Dávid Lajos
- Kuncz Aladár
- Lukinich Imre
- Orosz Pál (labdarúgó)
- Pethő Sándor
- Sain Márton
- Szilasi Vilmos
- Tihanyi Károly

## Híres tanulói
- B. Müller Magda
- Bodola György
- Botos Ferenc
- Féjja Sándor
- Glatz Ferenc
- Halmágyi Sándor (színművész)
- Kaló Flórián
- Kroó Norbert
- Makara B. Gábor
- Mossóczy Lívia
- Nagy László (cserkészvezető)
- Pléh Csaba
- Poszler György
- Reményi Károly
- Speidl Zoltán (politikus)
- Sujánszky Jenő
- Szerb György
- Takács Mária
- Veress István (író)
- Vizi E. Szilveszter